# Тети Пјанка-Парзе (Кунео)
Тети Пјанка-Парзе је насеље у Италији у округу Кунео, региону Пијемонт.
Према процени из 2011. у насељу је живело 80 становника. Насеље се налази на надморској висини од 656 м.